# 90918 Jasinski
90918 Jasinski è un asteroide della fascia principale. Scoperto nel 1997, presenta un'orbita caratterizzata da un semiasse maggiore pari a 2,3070208 UA e da un'eccentricità di 0,1626897, inclinata di 4,21117° rispetto all'eclittica.